# Labon
Labon, früher auch In der Labon, ist eine Ortschaft in der Gemeinde St. Georgen am Längsee im Bezirk Sankt Veit an der Glan in Kärnten (Österreich). Die Ortschaft hat 6 Einwohner (Stand 1. Jänner 2024). Sie liegt auf dem Gebiet der Katastralgemeinde Osterwitz.

## Lage
Die Ortschaft liegt im Süden des Bezirks Sankt Veit an der Glan, im Bereich des Labongrabens, der sich südlich von St. Sebastian von knapp über 600 m Höhe bis auf über 900 m Höhe hinauf an die Nordseite des Christofbergs zieht. Zur Ortschaft gehören die Höfe
- Wultsch, Labon Nr. 1, 2, 2a; knapp 2 km südlich der Burg Hochosterwitz
- Schweigbauer, Labon Nr. 3, Hofname seit 1748 belegt
- Holzer, Labon Nr. 5, Hofname seit 1748 belegt
- Schindler, Labon Nr. 7
- Hansl, Labon Nr. 8, Hofname seit 1787 belegt
- Oberlaboner, Labon Nr. 10

Andere Höfe, wie Nicodem, Zwurrer, Trattenfranze, Kollerkeusche, Unterlaboner und Grabenschmidt, die im Franziszeischen Kataster alle noch verzeichnet waren, sind durch die Höhenflucht abgekommen.

## Geschichte
Auf dem Gebiet der Steuergemeinde Osterwitz liegend, gehörte der Ort in der ersten Hälfte des 19. Jahrhunderts zum Steuerbezirk Osterwitz. Seit Gründung der Ortsgemeinden im Zuge der Reformen nach der Revolution 1848/49 gehört Labon zur Gemeinde Sankt Georgen am Längsee.

## Bevölkerungsentwicklung
Für die Ortschaft ermittelte man folgende Einwohnerzahlen:
- 1869: 11 Häuser, 48 Einwohner[3]
- 1880: 13 Häuser, 65 Einwohner[4]
- 1890: 7 Häuser, 38 Einwohner[5]
- 1900: 11 Häuser, 25 Einwohner[6]
- 1910: 8 Häuser, 37 Einwohner[7]
- 1923: 7 Häuser, 46 Einwohner[8]
- 1934: 47 Einwohner[9]
- 1961: 5 Häuser, 20 Einwohner[10]
- 2001: 5 Gebäude (davon 4 mit Hauptwohnsitz) mit 4 Wohnungen; 7 Einwohner und 5 Nebenwohnsitzfälle; 4 Haushalte; 0 Arbeitsstätten, 3 land- und forstwirtschaftliche Betriebe[11]
- 2011: 5 Gebäude, 8 Einwohner, 4 Haushalte, 1 Arbeitsstätte[12]
- 2021: 5 Gebäude, 6 Einwohner, 4 Haushalte, 1 Arbeitsstätte[13]